# Kirsi Piha
Kirsi Piha (ur. 14 października 1967 w Helsinkach) – fińska ekonomistka i polityk, deputowana do Eduskunty, posłanka do Parlamentu Europejskiego IV kadencji.

## Życiorys
Ukończyła w 1995 studia ekonomiczne. Związała się z Partią Koalicji Narodowej. Od 1992 do 1996 była radną Helsinek, a od 1994 jednocześnie zasiadała w Eduskuncie. W pierwszych w Finlandii wyborach europejskich w 1996 uzyskała mandat posłanki do Europarlamentu IV kadencji, który wykonywała do 1999, należąc do frakcji chadeckiej. Złożyła go na kilka miesięcy przed końcem kadencji, po czym od 1999 do 2003 ponownie wchodziła w skład krajowego parlamentu, następnie wycofała się z działalności politycznej.
W 2003 była gospodarzem programu telewizyjnego Vaarallinen risteys. Zajęła się następnie działalnością w branży konsultingowej.